# Schoolrijpheid
De schoolrijpheid van een kind is het stadium in de ontwikkeling waar de voorwaarden vervuld zijn om (met succes) naar school te gaan. 

## Nederland
In Nederland wordt het begrip doorgaans gebruikt om aan te geven dat de voorwaarden aanwezig zijn om met het basisonderwijs te starten. 
Het punt waarop schoolrijpheid wordt bereikt, ligt voor ieder kind ergens anders. Het gaat erom aan te sluiten op het ontwikkelingsniveau van het kind. Doorgaans ligt dit overigens tussen de 4 en de 5 jaar.

### Aspecten
Aspecten die mede-bepalend zijn voor het vaststellen of een kind schoolrijp is:
- Cognitie: het vermogen om iets te leren moet voldoende zijn ontwikkeld om te kunnen starten met voorbereidend lezen en rekenen.
- Sociaal-emotioneel: het vermogen om relaties aan te gaan en voldoende weerbaar te zijn, moet voldoende zijn ontwikkeld. Voorbeelden hiervan zijn: samen kunnen spelen en werken met andere kinderen, het tijdelijk onafhankelijk kunnen functioneren van de ouders.

## Vlaanderen
Doorgaans verengt men in Vlaanderen het begrip tot: rijpheid om naar het eerste leerjaar van de basisschool te gaan. 

### Deelaspecten
Om de school aan te kunnen moet een kind zo ver in zijn ontwikkeling staan dat het:
- een hoeveelheidsbegrip beheerst, met inbegrip van besef van de eenvoudige rekentaal (meer, minder, groter, kleiner, gelijk, ... )
- de auditieve vaardigheid heeft om klank(verschill)en te koppelen aan tekenverschillen, essentieel voor het leesonderricht
- de fysieke kracht heeft om een ganse schooldag actief te blijven, en zich lang genoeg op een taak te kunnen concentreren
- de emotionele rijpheid heeft om zich in een klasgroep staande te houden.

### Onderzoek
Deze deelaspecten houden in grote mate verband met de algemene ontwikkeling van het kind. Doorgaans volgt men in het kleuteronderwijs deze deelaspecten op (eventueel via een leerlingvolgsysteem), zodat men vrij goed kan inschatten of een kind de stap naar het eigenlijke onderricht aankan. Als daarover twijfel bestaat kan nader onderzoek door een CLB of schoolpsycholoog meer duidelijkheid brengen. Via algemeen intelligentie-onderzoek, aangevuld met "schoolrijpheidstesten" kan men dan eventueel alternatieven bedenken voor de overstap naar het eerste leerjaar/groep drie. Bijvoorbeeld:
- overzitten van de laatste kleuterklas
- speelleerklas, waar de ontwikkelingsaspecten extra geoefend worden, als overgangsmaatregel
- overstap naar het buitengewoon of speciaal onderwijs.

In de meeste gevallen is het kind echter schoolrijp. Men zou de zaak ook kunnen omkeren en stellen dat het onderwijs vertrekt van het ontwikkelingsniveau van een zesjarige kleuter. Men zegt dan dat de school kindrijp is.